# 无根之草
《无根之草》是索尼互动娱乐（SIE）于2018年11月8日发行的PlayStation VR独占冒险游戏，由索尼互動娛樂日本工作室和FromSoftware合作开发。其制作理念是“用最新的VR技术描绘的古典冒险游戏”。游戏在《Fami通周刊》中获得白金殿堂评级。

## 故事

### 概要
玩家作为一名只能在静止的时间中活动的妖精，受到某个少女的召唤。少女自称尤利娅，希望能让看不见的妖精成为自己的朋友。最初玩家位于人烟稀少的寄宿学校，受到女性声音的引导，为实现年老校长和六个孩子的愿望而行动。在与孩子们交流的过程中，他们走出了被告知不可进入的寄宿学校之外。为了避免悲剧发生，玩家将使用操纵生命的力量和时间倒流的能力。

### 登场人物
尤莉娅 (Yuliya)
配音：野口百合（日语），Zoe Thorne（英语）
浅色头发、身材娇小的女孩 ，是妖精（玩家）的第一个朋友。
洛林克(Lorinc)
配音： 林大地 （日语），Joe Gaminara（英语）
一个体格大而沉稳的少年，对孩子们来说就像哥哥。
赫尔曼(Herman)
配音： 河西健吾 （日语）， Gerran Howell （英语）
一个戴帽子的男孩，帽子下藏了很多东西。
玛丽 (Marie)
配音：小堀幸 （日语），Naomi McDonald（英语）
波浪卷的金发女孩 ，积极进行着清洁等杂务工作。
尼尔斯 (Nils)
配音：村濑步（日语） Teresa Gallagher （英语）
一个喜欢读书的少年。他对妖精的存在持怀疑态度，但后来对妖精敞开了心扉。
罗兹萨 (Rozsa)
配音： たかしたみか （日语）， Emma Pierson （英语）
红发，系着白丝带的少女，腿受了伤。
校长
配音：水野龍司 （日语）、Peter Marinker（英语）
看起来像是一个熟悉妖精的学者。
引导声
配音：高月希海（日语）、Joanna Bobin（英语）

## 游戏方式
在本作中，玩家扮演被称为“妖精”的存在。游戏中玩家与登场人物位于同一舞台的不同时间中，对人类来说那是“静止的世界”。因此玩家需要通过移动东西等间接的方式与寄宿学校的孩子互动。游戏中存在“幻影”和“言灵”的线索。幻影可以显示角色过去的行动，言灵则可使玩家听到角色的台词。基于这些提示，玩家需要找出完成任务所须的事物。
本作需要使用两个PlayStation Move控制器作为左右手。右手用于移动和控制视角，左手用于操作持有物、确认当前任务。玩家右手佩戴红色戒指，左手佩戴蓝色戒指。红色戒指有转移被接触者生命的能力，蓝色戒指有移动时间轴的能力。拾取的物品可以从各个角度观察，并存在库中。

## 开发
本作是宫崎英高参与制作的第一款VR游戏及非动作游戏，他在E3 2018接受采访时称他对VR的真实感和非现实感的反差感到吃惊，希望能把这种感觉融入到游戏中。他表示公司想要尝试多样的游戏风格，创造能易于挑战小规模游戏的公司环境氛围，就像魂系列本身就是从这种多样性中诞生的那样。宫崎英高想要更多地接触VR技术，制作人山际真晃也表示两人都希望增加VR游戏的数量，于是开始了此项目。
游戏与FromSoftware以往的作品风格迥异，宫崎英高称本作的目标是温馨可爱，倾向少女漫画的风格。但细节上还是延续了FromSoftware的特色，需要从文字说明中拼凑剧情，解开谜题。游戏文本由宫崎英高撰写，想必喜欢考据的玩家也会喜欢本作。
游戏在东京电玩展2018提供试玩， 游戏使用虚幻4引擎开发。在PlayStation Blog的一次采访中，宫崎英高表示，和以往的面无表情的角色不同，本作制作了自然的人物表情，他将此看作一项全新的挑战。本作与由宫崎英高担任总监的《只狼：影逝二度》同时开发，对此宫崎英高表示同时制作更容易获得灵感。
游戏中有像萩尾望都和竹宫惠子的作品中出现的文理中学宿舍。游戏舞台是西洋式的寄宿学校，但与FromSoftware制作的其他以西方为舞台的作品不同，角色有日语配音。IGN Japan的编辑称，作品中出现的妖精并非像彼得·潘或皮克西那样的妖精，不如说妖精这个词具有误导性。 IGN编辑葛西祝提到，寄宿学校相当于《血源》中的猎人梦境（安全区）。英国卫报记者凯扎·麦克唐纳（Keza MacDonald）认为游戏中的妖精受到了威廉·夏普所写的凯尔特童话的影响。US Gamer编辑Matt Kim认为，相比C·S·刘易斯的寓言奇幻作品，更接近查尔斯·狄更斯的自然主义奇幻作品。

## 音乐
该作品的音乐由三位作曲家创作。齐藤司和北村友香参与过《血源》的音乐制作，新人宫泽翔衣也加入了本作的制作。负责《装甲核心系列》作曲的星野幸太在他的博客中介绍说，宫泽负责了吉他和音频编辑。演奏使用了小提琴、单簧管、中提琴、大提琴、低音提琴、钢琴、管风琴和巴松管。本作的歌曲中，英文版第12首由饰演尤利娅的Zoe Thorne演唱，日文版的第14首由のぐちゆり演唱。本作中还有登场人物演奏英国民谣《斯卡伯勒集市》的场景。

## 评价
游戏发布后的评价褒贬不一。Metacritic根据54家媒体的评价，游戏得分为68分。